# Communauté de communes du canton de Charolles
La communauté de communes du canton de Charolles est une ancienne communauté de communes française, située dans le département de Saône-et-Loire en région Bourgogne.

## Historique
La communauté a pour objectif de rassembler les treize communes autour de projets créatifs et solidaires. Elle succède, le 29 décembre 1999, au SIVOM du même nom et avec des compétences similaires.
Le 1er janvier 2014, elle fusionne avec les communautés de communes du Val de Joux et Nord Charolais pour former la Communauté de communes du Charolais.

## Composition
Cet ÉPCI est composé des 13 communes suivantes :
| Nom                      | Code Insee | Gentilé      | Superficie (km2) | Population (dernière pop. légale) | Densité (hab./km2) |
| ------------------------ | ---------- | ------------ | ---------------- | --------------------------------- | ------------------ |
| Charolles (siège)        | 71106      | Charollais   | 19,98            | 2 757 (2014)                      | 138                |
| Baron                    | 71021      |              | 13,29            | 297 (2014)                        | 22                 |
| Champlecy                | 71082      |              | 22,82            | 219 (2014)                        | 9,6                |
| Changy                   | 71086      |              | 20,12            | 453 (2014)                        | 23                 |
| Fontenay                 | 71203      |              | 2,46             | 39 (2014)                         | 16                 |
| Lugny-lès-Charolles      | 71268      |              | 16,72            | 345 (2014)                        | 21                 |
| Marcilly-la-Gueurce      | 71276      | Marcilléens  | 11,08            | 115 (2014)                        | 10                 |
| Ozolles                  | 71339      | Ozollois     | 27,20            | 428 (2014)                        | 16                 |
| Prizy                    | 71361      |              | 4,26             | 70 (2014)                         | 16                 |
| Saint-Julien-de-Civry    | 71433      |              | 21,01            | 478 (2014)                        | 23                 |
| Vaudebarrier             | 71562      |              | 8,00             | 235 (2014)                        | 29                 |
| Vendenesse-lès-Charolles | 71564      | Vendenessois | 27,38            | 752 (2014)                        | 27                 |
| Viry                     | 71586      |              | 20,14            | 249 (2014)                        | 12                 |

## Administration
Le siège de la communauté d'agglomération est situé à Charolles.

### Conseil communautaire
L'intercommunalité est gérée par un conseil communautaire composé de 30 délégués issus de chacune des communes membres, à raison de deux délégués par commune de moins de 500 habitants, puis trois délégués jusqu'à 1 000 habitants, et quatre délégués au-delà.
Les délégués sont ainsi répartis comme suit :
| Nombre de délégués | Communes |
| ------------------ | --- |
| 4                  | Charolles |
| 3                  | Saint-Julien-de-Civry, Vendenesse-lès-Charolles                                                                  |
| 2                  | Baron, Champlecy, Changy, Fontenay, Lugny-lès-Charolles, Marcilly-la-Gueurce, Ozolles, Prizy, Vaudebarrier, Viry |

### Présidence
Son président était Noël Pallot.
| Période                                  | Période  | Identité    | Étiquette | Qualité         |
| ---------------------------------------- | -------- | ----------- | --------- | --------------- |
| Les données manquantes sont à compléter. |          |             |           |                 |
| [Quand ?]                                | En cours | Noël Pallot | MoDem     | Maire de Baron. |